# Emma Blackery
Emma Louise Blackery (sinh ngày 11 tháng 11 năm 1991) là một ca sĩ-nhạc sĩ và vlogger YouTube người Anh. Kênh YouTube chính của cô đã có hơn 1,2 triệu lượt đăng ký và hơn 128 triệu lượt xem video.

## Khởi đầu
Emma Louise Blackery sinh tại Basildon, Essex. Cô là con gái duy nhất của Sheila và Michael Blackery, hai người sau đó đã chia tay khi cô 13 tuổi. Trong suốt thời thơ ấu và những năm thiếu niên của cô, Emma được nuôi nấng phần lớn bởi bố cô. Sau khi bố mẹ cô chia tay, mẹ của Blackery bước tiếp với hai đứa con nữa, Febe và Travis.
Blackery lớn lên nghe nhạc của Michael Jackson và Madonna và tự học chơi đàn guitar lúc 12 tuổi sau khi khám phá âm nhạc bởi Busted, McFly và Green Day. Sau đó cô nhắc tới Good Charlotte, blink-182, The White Stripes, Placebo, Paramore và Twenty One Pilots như những nguồn cảm hứng cho âm nhạc của cô.
Blackery học tại Trường Bromfords và Đại học SEEVIC nơi cô học về chính trị.

## Sự nghiệp

### Âm nhạc
EP đầu tiên của Emma Blackery, Human Behaviour, được phát hành vào đầu năm 2012. Blackery ban đầu tạo kênh YouTube emmablackery để quảng bá cho âm nhạc của mình. Vào tháng 7 năm 2013, Blackery phát hành EP thứ hai của mình, Distance, cùng với một video âm nhạc cho bài hát mở đầu EP, "Go The Distance". Video âm nhạc được tải lên kênh YouTube chính của cô và hiện đã có hơn 1.000.000 lượt xem. EP đã đạt vị trí thứ nhất trên bảng xếp hạng iTunes Rock trong tuần đầu tiên phát hành. Blackery phát hành EP thứ ba, Perfect, vào ngày 11 tháng 11 năm 2014, đúng vào sinh nhật thứ 23 của cô, và bài hát "Perfect" lọt vào bảng xếp hạng UK Rock & Metal Singles Chart tại vị trí thứ 8.
Vào tháng 10 năm 2015, Blackery thông báo cô đang trong quá trình sáng tác và thu âm EP thứ tư của mình, có tựa đề là Sucks To Be You, được phát hành tháng 5 năm 2016. Vào ngày 9 tháng 4 năm 2016, cô đăng tải một teaser của bài hát trên trang web của mình. Đĩa đơn và video âm nhạc được phát hành ngày 13 tháng 5 năm 2016. "Sucks to be You" là đĩa đơn đầu tiên từ EP thứ tư cùng tên. Đĩa mở rộng được phát hành ngày 27 tháng 5 năm ngày 27 tháng 5 năm 2016.
Vào ngày 4 tháng 4 năm 2016, Blackery thông báo cô sẽ tham gia cùng ban nhạc pop punk Busted trong chuyến lưu diễn Pigs Can Fly Tour 2016 của họ với tư cách là khách mời. Vào ngày 27 tháng 5 năm 2016, cùng ngày phát hành EP thứ tư của cô, Blackery công bố một chuyến lưu diễn tại Anh Quốc vào tháng 10 năm 2016 và từ tháng 5 tới tháng 7 năm 2017. Cô cũng có chuyến lưu diễn châu Âu vào tháng 3 năm 2018, sau đó được dời sang tháng 10 năm 2018. Cô cũng biểu diễn tại một số sự kiện của YouTube.
Vào tháng 4 năm 2017, cô mở kênh Vevo của mình, với các video cho "Nothing Without You, "Don't Come Home", và "Magnetised". Vào ngày 26 tháng 5, Blackery phát hành EP thứ năm của cô, Magnetised. Vào ngày 2 tháng 6, EP khởi đầu tại vị trí thứ 63 trên bảng xếp hạng UK Albums Chart, trở thành EP đầu tiên của cô lọt vào bảng xếp hạng Official Album Chart. EP đã đạt cao nhất tại vị trí thứ 5 trên bảng xếp hạng UK Independent Album Chart và thứ 2 trên bảng xếp hạng Official Independent Album Breakers Chart. Vào ngày 6 tháng 8, Blackery được Summer in the City trao giải Bài hát của năm cho "Nothing Without You". Video âm nhạc cho "Nothing Without You" cũng nhận được hơn 1.000.000 lượt xem trên YouTube. Bìa đĩa của Magnetised cũng được xuất hiện trong sự kiện Apple Keynote ra mắt chiếc iPhone X vào tháng 9 năm 2017.
Vào ngày 16 tháng 3 năm 2018 Emma phát hành đĩa đơn "Dirt". Bài hát đã lọt vào bảng xếp hạng iTunes Anh Quốc tại vị trí thứ 28 và sau đó còn vươn lên tới vị trí thứ 15. ‘Dirt’ đã nhận được khoảng 948 nghìn lượt stream trên Spotify cho tới nay. Ngoài ra, video âm nhạc của "Dirt" được phát hành cùng ngày trên kênh Vevo của cô tới nay đã thu hút được hơn 800 nghìn lượt xem.
Vào ngày 30 tháng 4 năm 2018, qua Twitter, Blackery thông báo đĩa đơn tiếp theo "Agenda" sẽ được phát hành ngày 4 tháng 5 năm 2018. Một video lời bài hát được phát hành cùng ngày phát hành đĩa đơn trên tài khoản Vevo của Blackery. Video âm nhạc chính thức được phát hành ngày 22 tháng 5.
Vào ngày 22 tháng 5 năm 2018, Blackery thông báo album đầu tay của cô, Villains, sẽ được phát hành ngày 31 tháng 8 năm 2018.

### Sách
Blackery đã cho phát hành cuốn sách do chính cô viết có tên là Feel Good 101: The Outsiders' Guide to a Happier Life, dựa trên một series trên kênh chính của cô. Vào tháng 9 năm 2017, cuốn sách được phát hành và trở thành cuốn sách bán chạy nhất.

### YouTube
Blackery hiện tại có ba kênh YouTube đang hoạt động:
- emmablackery - Kênh chính của Blackery, được tạo tháng 5 năm 2012, trong đó cô đăng tải các nội dung chính của mình bao gồm các vlog, video âm nhạc, vở kịch hài và các nội dung khác. Cô bắt đầu nhận một lượng người theo dõi lớn từ những video đọc các trích đoạn của Fifty Shades of Grey trên kênh của mình, nhưng những video này sau đó đã được xóa đi vì lý do bản quyền.[43] Trong series các video Fifty Shades of Grey của mình, Blackery cũng bắt đầu tải lên các vlog hài kịch, được lấy cảm hứng từ Shane Dawson và Dan Howell.[44] Một trong những video có lượt xem nhiều nhất của cô đến bây giờ là "My Thoughts on Google+", một video nhạc than phiền về một trang web hợp tác với YouTube.[45][46]
- BirdyBoots - Kênh trò chơi hiện tại, tạo tháng 1 năm 2015.
- Vloggery - Kênh vlog và phong cách sống hiện tại, tạo tháng 8 năm 2016.

Blackery cũng đã có một số kênh YouTube khác cho tới nay đã không còn hoạt động:
- Pink Fluffy Hat Time - kênh YouTube đầu tiên của Blackery tới nay đã bị ngừng.
- These Silent Seas - Kênh âm nhạc tạo tháng 7 năm 2011 đã không còn hoạt động từ tháng 11 năm 2011.
- emmaforthewin - Kênh vlog và âm nhạc từ tháng 3 năm 2012, không còn hoạt động từ tháng 8 năm 2013.
- BlackeryTV - Ban đầu được dùng cho các nội dung bổ sung cho kênh chính emmablackery, nay đã bị ngừng.
- LazyLittleMe - Kênh làm đẹp hợp tác cùng Cherry Wallis tới nay đã bị ngừng.
- EmmaFailsAtGaming - Kênh trò chơi tạo năm 2013, nay đã bị ngừng.
- boxesoffoxes - Kênh làm đẹp và phong cách sống tạo tháng 8 năm 2014 đã không còn hoạt động từ tháng 2 năm 2016. Nó đã từng được đổi tên thành "emmablackery vlogs" trong thời gian ngắn vào tháng 6 năm 2016 nhưng cuối cùng lại bị bỏ lại sau khi tạo kênh Vloggery.

## Đời sống cá nhân
Blackery sống theo phong cách thuần chay và được chẩn đoán mắc hội chứng mệt mỏi mạn tính.
Năm 2014, cô bắt đầu gây quỹ cho nhiều tổ chức từ thiện, cạo đầu sau khi gây quỹ được tổng cộng 26.101 bảng Anh. Vào tháng 12 năm 2015, cô vận động thành công cho Liberty in North Korea để nhận 25.000 đôla gây quỹ từ dự án thường niên Project for Awesome.
Giữa năm 2013 và 2016, Emma từng hẹn hò với YouTuber Luke Cutforth. Sau đó họ tiếp tục trở thành bạn thân của nhau.

## Danh sách đĩa nhạc

### Album phòng thu
| Tựa đề                                                                                | Chi tiết                                                                                            | Vị trí xếp hạng cao nhất |
| Tựa đề                                                                                | Chi tiết                                                                                            | Anh Quốc                 |
| ------------------------------------------------------------------------------------- | --------------------------------------------------------------------------------------------------- | ------------------------ |
| Villains                                                                              | - Phát hành: 31 tháng 8 năm 2018 - Nhãn đĩa: Độc lập - Định dạng: Tải kỹ thuật số, CD, LP, cassette | —                        |
| Ký hiệu "—" chỉ bản thu không được xếp hạng hoặc không được phát hành tại khu vực đó. | |                          |

### Đĩa mở rộng
| Tựa đề                                                                                | Vị trí xếp hạng cao nhất | Chi tiết                                                                                        |
| Tựa đề                                                                                | Anh Quốc                 | Chi tiết                                                                                        |
| ------------------------------------------------------------------------------------- | ------------------------ | ----------------------------------------------------------------------------------------------- |
| Human Behavior EP                                                                     | —                        | - Phát hành: 17 tháng 5 năm 2012 - Nhãn đĩa: Độc lập - Định dạng: Tải kỹ thuật số               |
| Distance EP                                                                           | —                        | - Phát hành: 16 tháng 7 năm 2013 - Nhãn đĩa: Độc lập - Định dạng: Tải kỹ thuật số               |
| Perfect EP                                                                            | —                        | - Phát hành: 11 tháng 11 năm 2014 - Nhãn đĩa: Fireflight - Định dạng: Tải kỹ thuật số           |
| Sucks to Be You                                                                       | —                        | - Phát hành: 27 tháng 5 năm 2016 - Nhãn đĩa: Độc lập - Định dạng: Tải kỹ thuật số               |
| Magnetised                                                                            | 63                       | - Phát hành: 26 tháng 5 năm 2017 - Nhãn đĩa: Độc lập - Định dạng: Tải kỹ thuật số, CD, đĩa than |
| Ký hiệu "—" chỉ bản thu không được xếp hạng hoặc không được phát hành tại khu vực đó. |                          |                                                                                                 |

### Đĩa đơn
| Tựa đề                                                                                | Năm  | Vị trí xếp hạng cao nhất | Vị trí xếp hạng cao nhất | Album               |
| Tựa đề                                                                                | Năm  | Anh Quốc Sales           | Scotland                 | Album               |
| ------------------------------------------------------------------------------------- | ---- | ------------------------ | ------------------------ | ------------------- |
| "F**k You Google+"                                                                    | 2014 | —                        | —                        | Đĩa đơn không album |
| "I've Been Worse"                                                                     | 2015 | —                        | —                        | Đĩa đơn không album |
| "Your Own Shoes"                                                                      | 2015 | —                        | —                        | Đĩa đơn không album |
| "Sucks to Be You"                                                                     | 2016 | —                        | 85                       | Sucks to Be You     |
| "Nothing Without You"                                                                 | 2017 | —                        | —                        | Magnetised          |
| "Magnetised"                                                                          | 2017 | —                        | —                        | Magnetised          |
| "Don't Come Home"                                                                     | 2017 | —                        | —                        | Magnetised          |
| "Dirt"                                                                                | 2018 | 47                       | —                        | Villains            |
| "Agenda"                                                                              | 2018 | —                        | —                        | Villains            |
| "Icarus"                                                                              | 2018 | —                        | —                        | Villains            |
| Ký hiệu "—" chỉ bản thu không được xếp hạng hoặc không được phát hành tại khu vực đó. |      |                          |                          |                     |